# دومينيك ليفاكوفيتش
دومينيك ليفاكوفيتش (بالكرواتية: Dominik Livaković)، (مواليد 9 يناير 1995)، هو لاعب كرة قدم كرواتي يلعب في مركز حارس المرمى مع نادي دينامو زغرب الكرواتي والمنتخب الكرواتي.

## مسيرته الكروية

### زغرب
أصبح ليفاكوفيتش جزءًا من الفريق الأول لنادي زغرب في بداية موسم 2012–13. شارم لأول مرة في الدوري في 31 أغسطس 2012، حيث لعب المباراة الهزيمة 1–0 على أرضه أمام سيباليا. وسرعان ما أصبح الحارس رقم واحد في النادي. لعب 104 مباراة في الدوري على مدار أربعة مواسم، من ضمنها 90 مباراة في الدوري الكرواتي الممتاز.

### دينامو زغرب
في 30 أغسطس 2015، وافق على الانضمام إلى دينامو زغرب في بداية موسم 2016–17. شارك لأول مرة في الدوري في 2 أكتوبر 2016 في مباراة التعادل السلبي على أرضه ضد هايدوك سبليت. في 18 أكتوبر 2016، شارك لأول مرة في دوري أبطال أوروبا في مباراة الهزيمة 1–0 على أرضه أمام إشبيلية.

## مسيرته الدولية
تلقى ليفاكوفيتش أول استدعاء له لمنتخب كرواتيا الوطني في مباراة ودية ضد مولدوفا في مايو 2016. وشارك في أول مباراة له ضد تشيلي في كأس الصين 2017 حيث خسرت كرواتيا بركلات الترجيح.
في مايو 2018، في مايو 2018، تم اختياره في القائمة النهائية المشاركة في كأس العالم 2018 في روسيا.

## الإحصائيات

### المنتخب
اعتبارًا من 21 يونيو 2018.
| كرواتيا | كرواتيا | كرواتيا |
| العام   | الظهور  | الأهداف |
| ------- | ------- | ------- |
| 2017    | 1       | 0       |
| المجموع | 1       | 0       |

## الإنجازات

### النادي
زغرب
- الدوري الكرواتي الدرجة الثانية (1): 2013–14

### المنتخب
كرواتيا
- كأس العالم الوصيف: 2018

## وصلات خارجية
- دومينيك ليفاكوفيتش على موقع الاتحاد الدولي (مؤرشف)  (الإنجليزية)
- دومينيك ليفاكوفيتش على موقع الاتحاد الأوربي (الإنجليزية)
- دومينيك ليفاكوفيتش على موقع اتحاد كرواتيا (الكرواتية)
- دومينيك ليفاكوفيتش على موقع اتحاد تركيا (لاعب) (الإنجليزية)
- دومينيك ليفاكوفيتش على موقع قاعدة بيانات كرة القدم.إي يو (الإنجليزية)
- دومينيك ليفاكوفيتش على موقع ليكيب (الفرنسية)
- دومينيك ليفاكوفيتش على موقع ناشيونال فوتبول تيمز (الإنجليزية)
- دومينيك ليفاكوفيتش على موقع Soccerway.com (الإنجليزية)
- دومينيك ليفاكوفيتش على موقع عالم كرة القدم.نت (الإنجليزية)
- دومينيك ليفاكوفيتش على موقع AS.com (الإسبانية)
- دومينيك ليفاكوفيتش على سكروي
- دومينيك ليفاكوفيتش على موقع اتحاد كرواتيا لكرة القدم
- دومينيك ليفاكوفيتش على Sportnet.hr
- دومينيك ليفاكوفيتش على موقع الاتحاد الأوروبي لكرة القدم